# Football Club Séquence de Dixinn
Actualités
Le Football Club Séquence de Dixinn est un club guinéen de football basé à Dixinn.

## Histoire
Le Football Club Séquence de Dixinn est créé à la suite du tournage du film Le Ballon d'or, film guinéen de Cheick Doukouré célébrant la légende de Salif Keita et tourné avec les élèves du collège Sainte Marie de Dixinn.
En 1994, après le film, le directeur du collège Sainte Marie, le frère Albert Maës crée le club, dirigé à l'époque par l'entraîneur Naby Yansane, alias Marino. 

### Résultats sportifs
Dès les premières années, le F.C. Séquence dispute le championnat deuxième division et la coupe nationale. Sochaux, club de 1re division de France est alors le principal sponsor.
Après une finale perdue en 2008, le club remporte trois Coupes de Guinée consécutives en 2010, 2011 et 2012, ce qui est une première dans l'histoire du football guinéen.

## Palmarès
- Coupe de Guinée :
  - Vainqueur : 2010, 2011 et 2012.
  - Finaliste : 2008.

- Supercoupe de Guinée :
  - Vainqueur : 2010.
  - Finaliste : 2012.

## Abus sexuels du fondateur
Quatre plaintes ont été déposées contre le religieux en Guinée, il est accusé d'avoir violé plusieurs enfants de moins de 15 ans entre 1994 et 2002.
En 2002, afin de le soustraire à la justice guinéenne, les Frères du Sacré-Cœur le rapatrient en France près du Puy-en-Velay, puis au siège de la communauté religieuse à Lyon.
En 2017, une enquête journalistique de Cash Investigation révèle que Albert Maës a violé une quarantaine d'enfants au sein du club.
Le 7 septembre 2017, à la suite de la diffusion de Cash Investigation, il est mis en examen pour viol sur mineur commis en Guinée par le parquet du Puy-en-Velay,.